# 시리아 여자 축구 국가대표팀
시리아 여자 축구 국가대표팀은 시리아를 대표하는 여자 축구 국가대표팀으로 시리아 축구 협회에서 관리한다. 복병으로 불리는 남자 대표팀과는 달리 여자대표팀은 전력이 약한 팀들 중 하나로 손꼽히며 이란과의 2005년 WAFF 여자 챔피언십 1차전에서 국제 A매치 첫 경기를 치렀다.

## 국제 대회 경력

### AFC 여자 아시안컵
2018년 AFC 여자 아시안컵 예선을 통해 처음으로 여자 아시안컵 예선에 참가했지만 이 대회에서 4전 전패 0득점 38실점으로 D조 최하위에 머무르며 아시아 축구의 높은 벽을 실감했고 특히 미얀마와의 D조 2차전에서 0-14라는 시리아 여자 축구 역사상 국제 경기 최다 점수차 패배를 당했다.

### WAFF 여자 챔피언십
WAFF 여자 챔피언십에는 4번(2005년, 2007년, 2011년, 2022년) 참가하여 이 가운데 처음으로 참가한 2005년과 2022년 대회에서 3위에 이름을 올렸으나 2022년 대회에서는 1무 2패의 초라한 성적에 그치면서 2005년 대회 3위가 사실상 시리아 여자 축구가 가장 좋은 성적을 거둔 대회로 기록되어 있다.

## 기타 국제 대회 경력
2010년 아라비아컵에 출전하여 A조 3위(최종 5위)로 조별리그에서 탈락했지만 최종전에서 카타르를 12-0으로 대파하며 유종의 미를 거두었으며 이는 현재까지도 시리아 여자 축구가 최다 점수차로 승리를 거둔 국제 경기로 기록되어 있다.

## 성적

### FIFA 여자 월드컵
- 2011년 ~ 2015년: 불참
- 2019년: 진출 실패

### AFC 여자 아시안컵
- 2010년 ~ 2014년: 불참
- 2018년: 진출 실패

### 서아시아 여자 축구 선수권 대회
- 2005년: 3위
- 2007년: 4위
- 2010년: 불참
- 2011년: 조별리그
- 2014년 ~ 2019년: 불참

## 같이 보기
- 시리아 축구 국가대표팀
- 서아시아 축구 연맹